# نوریکو اومورا
نوریکو اومورا (انگلیسی: Noriko Uemura; ۱۵ ژوئیهٔ ۱۹۶۳ – ) صداپیشه اهل ژاپن بود. وی از سال ۱۹۸۲ میلادی تاکنون مشغول فعالیت بوده‌است.